# Groningen Monumentaal

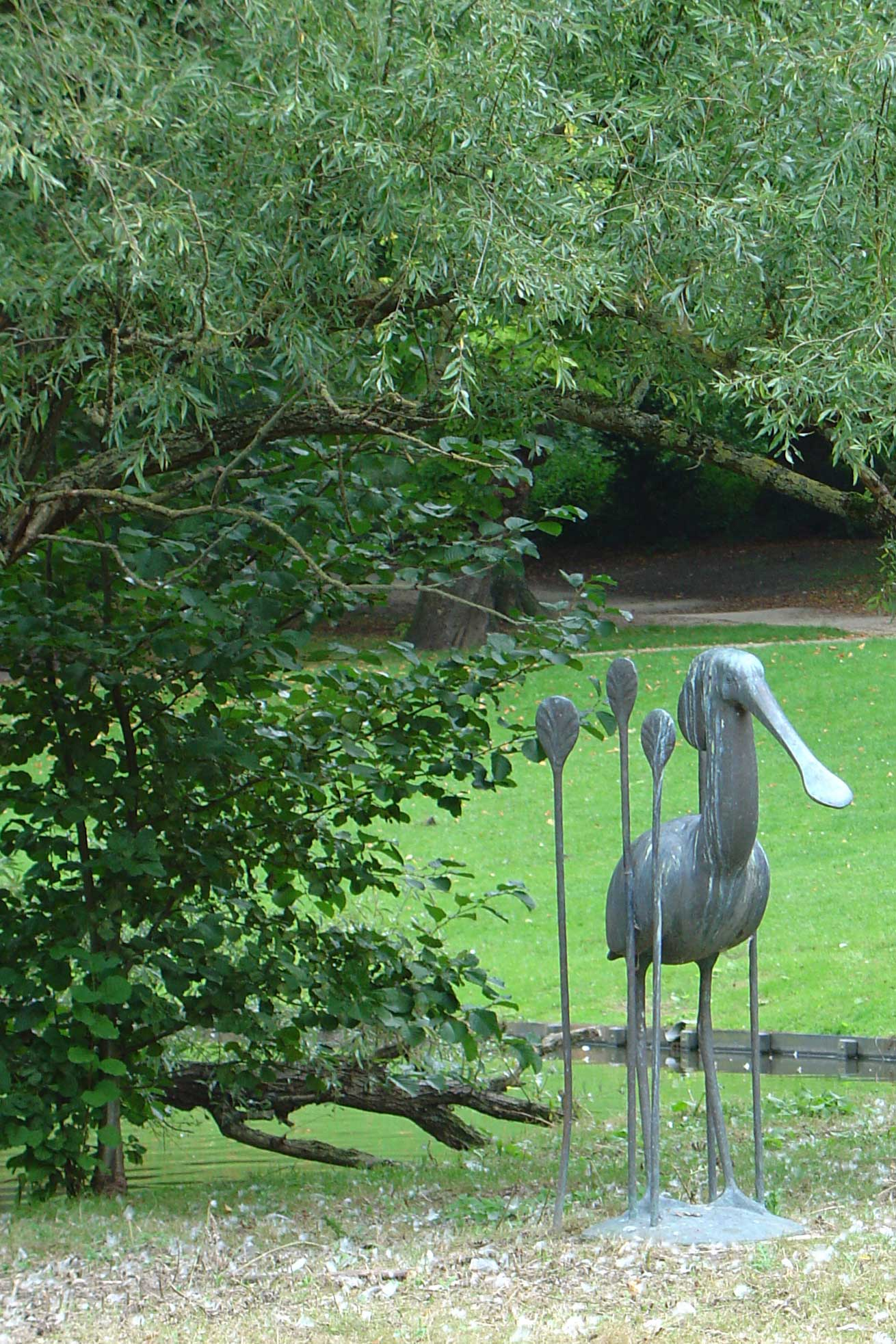
Jan van Baren, de Lepelaar, te zien in 1980

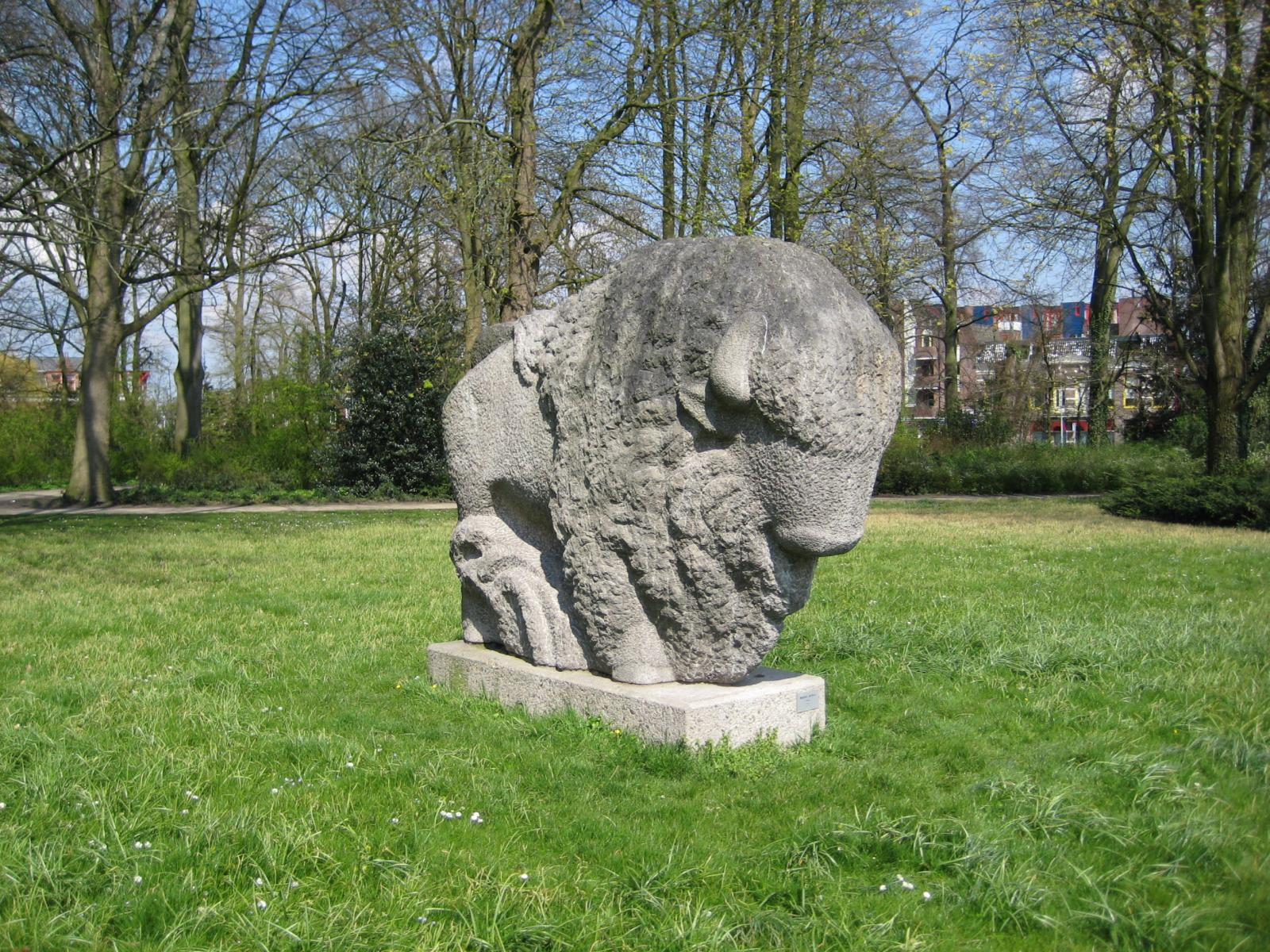
Wladimir de Vries, Wisent, te zien in 1980

Groningen Monumentaal was de naam van een serie kunsttentoonstellingen in de Nederlandse plaats Winschoten.

## Achtergrond
Gerard Schenk, directeur van cultureel centrum De Klinker, was samen met journalist Friggo Visser vanaf de jaren '70 actief in het promoten van kunst. Zij waren ook initiatiefnemers van Groningen Monumentaal. Deze tentoonstellingen werden gehouden in De Klinker en in de open lucht van het rosarium in het Stadspark in Winschoten, telkens in de zomermaanden. De tentoonstellingen hadden tot doel "het publiek kennis te laten nemen van het werk van Groninger beeldhouwers".
Monumentale werken op de eerste Groningen Monumentaal in 1980, waren onder andere de Wisent van Wladimir de Vries, een 12 ton wegend beeld dat speciaal hiervoor van het atelier van de kunstenaar naar Winschoten werd getransporteerd, en de vierenhalve meter lange Speelklomp van Martin den Hollander. Op de tentoonstelling in 1982 waren de werken een stuk minder monumentaal en viel naast een aantal grote houtsculpturen van Jan Ploeg vooral de grote hoeveelheid 'kleingoed' op.
Groningen Monumentaal werd drie keer gehouden en vanaf 1985 opgevolgd door een serie tentoonstellingen onder de naam Winschoten in Beeld.

## Deelnemers[3]

### 1980
- Jan van Baren
- Gjalt Blaauw
- René de Boer
- Egbert Bos
- Eduard Daams
- Toos Hagenaars
- Siebe Hansma
- Martin den Hollander
- Rietje Honhof
- Lucas Klein
- Jef van Leeuwen
- Simon Levy
- Bram van der Lyke (Omgeefmij)
- Maatschap Mennens-Vos

- Hans Mes
- Ad Molendijk
- Frans Nieuwlaat
- Frank Reyn
- Ruud de Rode
- Eddy Roos
- Jan Steen
- Peter Stein
- Chris Verbeek
- Wladimir de Vries
- Harm van Weerden
- Ger de Wilde (Omgeefmij)
- Jozephine Wortelboer

### 1982
- Frans Nieuwlaat
- Henk Oelen
- Jan Ploeg
- Eddy Roos
- Ale Strooisma

### 1984
- Gjalt Blaauw
- Egbert Bos
- Willem Bouter
- Jef Depassé

- Hugo Hol
- Martin den Hollander
- Henk Oelen
- Omgeefmij